# Gales en la Copa Mundial de Fútbol de 2022
La selección de Gales fue uno de los treinta y dos equipos participantes en la Copa Mundial de Fútbol de 2022, torneo que se llevó a cabo del 20 de noviembre al 18 de diciembre en Catar.
Fue la segunda participación de Gales, formó parte del Grupo B, junto a Estados Unidos, Inglaterra e Irán.

## Clasificación
La selección de Gales inició su camino al mundial desde la primera ronda de la clasificación europea. Debido a la pandemia de covid-19 en 2020 no se disputó ningún partido, comenzó en marzo de 2021 con los encuentros correspondientes a la fase de grupos. Al terminar en el segundo lugar del Grupo E clasificó a la segunda ronda (play-offs europeos) donde en semifinales derrotó a Escocia y en la final venció a Ucrania para clasificar a la Copa Mundial, este último encuentro debió disputarse en marzo de 2022, sin embargo fue postergado hasta junio de ese año debido a la invasión rusa de Ucrania de 2022, el combinado ucraniano no disputó ningún partido en marzo de 2022.

### Tabla de posiciones
| Selección       | Pts. | PJ | PG | PE | PP | GF | GC | Dif |
| --------------- | ---- | -- | -- | -- | -- | -- | -- | --- |
| Bélgica         | 20   | 8  | 6  | 2  | 0  | 25 | 6  | 19  |
| Gales           | 15   | 8  | 4  | 3  | 1  | 14 | 9  | 5   |
| República Checa | 14   | 8  | 4  | 2  | 2  | 14 | 9  | 5   |
| Estonia         | 4    | 8  | 1  | 1  | 6  | 9  | 21 | –12 |
| Bielorrusia     | 3    | 8  | 1  | 0  | 7  | 7  | 24 | –17 |

|  | Clasificado a la Copa Mundial. |
|  | Clasificado a los play-offs.   |

### Partidos
| Fecha                   | Lugar   | Jornada                     | Local           | Resultado | Visitante       |
| ----------------------- | ------- | --------------------------- | --------------- | --------- | --------------- |
| 24 de marzo de 2021     | Lovaina | Primera ronda - Fecha 1     | Bélgica         | 3:1 (2:1) | Gales           |
| 30 de marzo de 2021     | Cardiff | Primera ronda - Fecha 3     | Gales           | 1:0 (0:0) | República Checa |
| 5 de septiembre de 2021 | Kazán   | Primera ronda - Fecha 5     | Bielorrusia     | 2:3 (2:1) | Gales           |
| 8 de septiembre de 2021 | Cardiff | Primera ronda - Fecha 6     | Gales           | 0:0       | Estonia         |
| 8 de octubre de 2021    | Praga   | Primera ronda - Fecha 7     | República Checa | 2:2 (1:1) | Gales           |
| 11 de octubre de 2021   | Tallin  | Primera ronda - Fecha 8     | Estonia         | 0:1 (0:1) | Gales           |
| 13 de noviembre de 2021 | Cardiff | Primera ronda - Fecha 9     | Gales           | 5:1 (2:0) | Bielorrusia     |
| 16 de noviembre de 2021 | Cardiff | Primera ronda - Fecha 10    | Gales           | 1:1 (1:1) | Bélgica         |
| 24 de marzo de 2022     | Cardiff | Segunda ronda - Semifinales | Gales           | 2:1 (1:0) | Austria         |
| 5 de junio de 2022      | Cardiff | Segunda ronda - Final       | Gales           | 1:0 (1:0) | Ucrania         |

## Preparación

### Amistosos previos
| 29 de marzo de 2022 | Gales         | 1:1 (1:1) | República Checa | Cardiff City Stadium, Cardiff                            |                                                          |
| 19:45 (UTC+1)       | - Colwill 34' | Reporte   | - Souček 32'    | Asistencia: 12 900 espectadores Árbitro(s): Paul Tierney | Asistencia: 12 900 espectadores Árbitro(s): Paul Tierney |

### Partidos oficiales
| 1 de junio de 2022 | Polonia                        | 2:1 (0:0) | Gales        | Estadio Municipal, Breslavia                                                    |                                                                                 |
| 18:00 (UTC+2)      | - Kamiński 72' - Świderski 85' | Reporte   | Williams 52' | Asistencia: 35 214 espectadores Árbitro(s): Rade Obrenovič VAR: Nejc Kajtazovic | Asistencia: 35 214 espectadores Árbitro(s): Rade Obrenovič VAR: Nejc Kajtazovic |

| 8 de junio de 2022 | Gales                   | 1:2 (0:0) | Países Bajos                       | Cardiff City Stadium, Cardiff                                                  |                                                                                |
| 20:45 (UTC+2)      | Norrington-Davies 90+2' | Reporte   | - Koopmeiners 50' - Weghorst 90+4' | Asistencia: 23 395 espectadores Árbitro(s): Glenn Nyberg VAR: Paweł Raczkowski | Asistencia: 23 395 espectadores Árbitro(s): Glenn Nyberg VAR: Paweł Raczkowski |

| 11 de junio de 2022 | Gales       | 1:1 (0:0) | Bélgica       | Cardiff City Stadium, Cardiff                                                 |                                                                               |
| 20:45 (UTC+2)       | Johnson 86' | Reporte   | Tielemans 51' | Asistencia: 27 188 espectadores Árbitro(s): Benoît Bastien VAR: Benoît Millot | Asistencia: 27 188 espectadores Árbitro(s): Benoît Bastien VAR: Benoît Millot |

| 14 de junio de 2022 | Países Bajos                         | 3:2 (2:1) | Gales                             | Stadion Feijenoord, Róterdam                                                     |                                                                                  |
| 20:45 (UTC+2)       | - Lang 17' - Gakpo 23' - Depay 90+4' | Reporte   | - Johnson 26' - Bale 90+2' (pen.) | Asistencia: 37 247 espectadores Árbitro(s): Horatiu Fesnic VAR: Maurizio Mariani | Asistencia: 37 247 espectadores Árbitro(s): Horatiu Fesnic VAR: Maurizio Mariani |

| 22 de septiembre de 2022 | Bélgica                         | 2:1 (2:0) | Gales     | Estadio Rey Balduino, Bruselas                                               |                                                                              |
| 20:45 (UTC+2)            | - De Bruyne 10' - Batshuayi 37' | Reporte   | Moore 50' | Asistencia: 28 463 espectadores Árbitro(s): Ali Palabıyık VAR: Mete Kalkavan | Asistencia: 28 463 espectadores Árbitro(s): Ali Palabıyık VAR: Mete Kalkavan |

| 25 de septiembre de 2022 | Gales | 0:1 (0:0) | Polonia       | Cardiff City Stadium, Cardiff                                                  |                                                                                |
| 20:45 (UTC+2)            |       | Reporte   | Świderski 58' | Asistencia: 31 520 espectadores Árbitro(s): Andris Treimanis VAR: Paolo Valeri | Asistencia: 31 520 espectadores Árbitro(s): Andris Treimanis VAR: Paolo Valeri |

## Plantel

### Lista de convocados
Entrenador:  Rob Page
La lista final fue anunciada el 9 de noviembre de 2022.
| No. | Pos. | Jugador         | Fecha de nacimiento (edad)         | Apa. | Goles | Club                       |
| --- | ---- | --------------- | ---------------------------------- | ---- | ----- | -------------------------- |
| 1   | POR  | Wayne Hennessey | 24 de enero de 1987 (35 años)      | 106  | 0     | Nottingham Forest F. C.    |
| 2   | DEF  | Chris Gunter    | 21 de julio de 1989 (33 años)      | 109  | 0     | A. F. C. Wimbledon         |
| 3   | DEF  | Neco Williams   | 13 de abril de 2001 (21 años)      | 23   | 2     | Nottingham Forest F. C.    |
| 4   | DEF  | Ben Davies      | 24 de abril de 1993 (29 años)      | 74   | 1     | Tottenham Hotspur F. C.    |
| 5   | DEF  | Chris Mepham    | 5 de noviembre de 1997 (25 años)   | 33   | 0     | AFC Bournemouth            |
| 6   | DEF  | Joe Rodon       | 22 de octubre de 1997 (25 años)    | 30   | 0     | Stade Rennes F. C.         |
| 7   | MED  | Joe Allen       | 14 de marzo de 1990 (32 años)      | 72   | 2     | Swansea City A. F. C.      |
| 8   | MED  | Harry Wilson    | 22 de marzo de 1997 (25 años)      | 39   | 5     | Fulham F. C.               |
| 9   | DEL  | Brennan Johnson | 23 de mayo de 2001 (21 años)       | 15   | 2     | Nottingham Forest F. C.    |
| 10  | MED  | Aaron Ramsey    | 26 de diciembre de 1990 (31 años)  | 75   | 20    | O. G. C. Niza              |
| 11  | DEL  | Gareth Bale     | 16 de julio de 1989 (33 años)      | 108  | 40    | Los Angeles F. C.          |
| 12  | POR  | Danny Ward      | 22 de junio de 1993 (29 años)      | 26   | 0     | Leicester City F. C.       |
| 13  | DEL  | Kieffer Moore   | 8 de agosto de 1992 (30 años)      | 28   | 9     | AFC Bournemouth            |
| 14  | DEF  | Connor Roberts  | 23 de septiembre de 1995 (27 años) | 41   | 3     | Burnley F. C.              |
| 15  | DEF  | Ethan Ampadu    | 14 de septiembre de 2000 (22 años) | 37   | 0     | Spezia C.                  |
| 16  | MED  | Joe Morrell     | 3 de enero de 1997 (25 años)       | 30   | 0     | Portsmouth F. C.           |
| 17  | DEF  | Tom Lockyer     | 3 de diciembre de 1994 (27 años)   | 14   | 0     | Luton Town F. C.           |
| 18  | MED  | Jonny Williams  | 9 de octubre de 1993 (29 años)     | 33   | 2     | Swindon Town F. C.         |
| 19  | DEL  | Mark Harris     | 29 de diciembre de 1998 (23 años)  | 5    | 0     | Cardiff City F. C.         |
| 20  | DEL  | Daniel James    | 10 de noviembre de 1997 (25 años)  | 38   | 5     | Fulham F. C.               |
| 21  | POR  | Adam Davies     | 17 de julio de 1992 (30 años)      | 3    | 0     | Sheffield United F. C.     |
| 22  | MED  | Sorba Thomas    | 25 de enero de 1999 (23 años)      | 6    | 0     | Huddersfield Town A. F. C. |
| 23  | MED  | Dylan Levitt    | 17 de noviembre de 2000 (22 años)  | 13   | 0     | Dundee United F. C.        |
| 24  | DEF  | Ben Cabango     | 30 de mayo de 2000 (22 años)       | 5    | 0     | Swansea City A. F. C.      |
| 25  | DEF  | Rubin Colwill   | 27 de abril de 2002 (20 años)      | 7    | 1     | Cardiff City F. C.         |
| 26  | MED  | Matthew Smith   | 22 de noviembre de 1999 (22 años)  | 19   | 0     | Milton Keynes Dons F. C.   |

## Participación
- Los horarios son correspondientes a la hora local de Catar (UTC+3).

### Partidos
| Fecha           | Lugar | Instancia      | Local          |                           | Resultado |                       | Visitante  |
| --------------- | ----- | -------------- | -------------- | ------------------------- | --------- | --------------------- | ---------- |
| 21 de noviembre | Rayán | Fase de grupos | Estados Unidos | Bandera de Estados Unidos | 1:1 (1:0) | Bandera de Gales      | Gales      |
| 25 de noviembre | Rayán | Fase de grupos | Gales          | Bandera de Gales          | 0:2 (0:0) | Bandera de Irán       | Irán       |
| 29 de noviembre | Rayán | Fase de grupos | Gales          | Bandera de Gales          | 0:3 (0:0) | Bandera de Inglaterra | Inglaterra |

### Fase de grupos - Grupo B
| Selección      | Pts | PJ | PG | PE | PP | GF | GC | Dif |
| -------------- | --- | -- | -- | -- | -- | -- | -- | --- |
| Inglaterra     | 7   | 3  | 2  | 1  | 0  | 9  | 2  | +7  |
| Estados Unidos | 5   | 3  | 1  | 2  | 0  | 2  | 1  | +1  |
| Irán           | 3   | 3  | 1  | 0  | 2  | 4  | 7  | –3  |
| Gales          | 1   | 3  | 0  | 1  | 2  | 1  | 6  | –5  |

|  | Clasificados a los octavos de final. |

#### Estados Unidos vs. Gales
| 21 de noviembre | Estados Unidos | 1:1 (1:0) | Gales           | Estadio Áhmad bin Ali, Rayán                                                            |                                                                                         |
| 22:00           | Weah 36'       | Reporte   | Bale 82' (pen.) | Asistencia: 43 418 espectadores Árbitro(s): Abdulrahman Al-Jassim VAR: Abdulla Al-Marri | Asistencia: 43 418 espectadores Árbitro(s): Abdulrahman Al-Jassim VAR: Abdulla Al-Marri |

| 1          | Guardameta     | Matt Turner       |     |
| 2          | Defensa        | Sergiño Dest      | 74' |
| 3          | Defensa        | Walker Zimmerman  |     |
| 13         | Defensa        | Tim Ream          |     |
| 5          | Defensa        | Antonee Robinson  |     |
| 8          | Centrocampista | Weston McKennie   | 66' |
| 4          | Centrocampista | Tyler Adams       |     |
| 6          | Centrocampista | Yunus Musah       | 75' |
| 21         | Delantero      | Timothy Weah      | 88' |
| 24         | Delantero      | Josh Sargent      | 74' |
| 10         | Delantero      | Christian Pulisic |     |
| Entrenador | Entrenador     | Gregg Berhalter   |     |

| 1          | Guardameta     | Wayne Hennessey |       |
| 5          | Defensa        | Chris Mepham    |       |
| 6          | Defensa        | Joe Rodon       |       |
| 4          | Defensa        | Ben Davies      |       |
| 14         | Centrocampista | Connor Roberts  |       |
| 10         | Centrocampista | Aaron Ramsey    |       |
| 15         | Centrocampista | Ethan Ampadu    | 90+5' |
| 8          | Centrocampista | Harry Wilson    | 90+3' |
| 3          | Centrocampista | Neco Williams   | 79'   |
| 11         | Delantero      | Gareth Bale     |       |
| 20         | Delantero      | Daniel James    | 46'   |
| Entrenador | Entrenador     | Rob Page        |       |

| 11 | Delantero      | Brenden Aaronson | 66' |
| 23 | Centrocampista | Kellyn Acosta    | 74' |
| 19 | Delantero      | Haji Wright      | 74' |
| 22 | Defensa        | DeAndre Yedlin   | 75' |
| 16 | Delantero      | Jordan Morris    | 88' |

| 13 | Delantero      | Kieffer Moore   | 46'   |
| 9  | Delantero      | Brennan Johnson | 79'   |
| 22 | Centrocampista | Sorba Thomas    | 90+3' |
| 16 | Centrocampista | Joe Morrell     | 90+5' |

| Anotado | 36' | Timothy Weah | 1–0 |

| Anotado · Penal | 82' | Gareth Bale | 1–1 |

| Amonestado | 11'    | Sergiño Dest    |
| Amonestado | 13'    | Weston McKennie |
| Amonestado | 51'    | Tim Ream        |
| Amonestado | 90+10' | Kellyn Acosta   |

| Amonestado | 40'   | Gareth Bale  |
| Amonestado | 45+2' | Chris Mepham |

| Árbitro             | Abdulrahman Al-Jassim |
| Árbitros asistentes | Taleb Al-Marri        |
| Árbitros asistentes | Saud Al-Maqaleh       |
| Cuarto árbitro      | Ma Ning               |
| Quinto árbitro      | Cao Yi                |
| VAR                 | Abdulla Al-Marri      |
| Adicionales VAR     | Rédouane Jiyed        |
| Adicionales VAR     | Mokrane Gourari       |
| Adicionales VAR     | Adil Zourak           |
| Adicionales VAR     | Elvis Noupue          |

| 1          | Guardameta     | Matt Turner       |     |
| 2          | Defensa        | Sergiño Dest      | 74' |
| 3          | Defensa        | Walker Zimmerman  |     |
| 13         | Defensa        | Tim Ream          |     |
| 5          | Defensa        | Antonee Robinson  |     |
| 8          | Centrocampista | Weston McKennie   | 66' |
| 4          | Centrocampista | Tyler Adams       |     |
| 6          | Centrocampista | Yunus Musah       | 75' |
| 21         | Delantero      | Timothy Weah      | 88' |
| 24         | Delantero      | Josh Sargent      | 74' |
| 10         | Delantero      | Christian Pulisic |     |
| Entrenador | Entrenador     | Gregg Berhalter   |     |

| 1          | Guardameta     | Wayne Hennessey |       |
| 5          | Defensa        | Chris Mepham    |       |
| 6          | Defensa        | Joe Rodon       |       |
| 4          | Defensa        | Ben Davies      |       |
| 14         | Centrocampista | Connor Roberts  |       |
| 10         | Centrocampista | Aaron Ramsey    |       |
| 15         | Centrocampista | Ethan Ampadu    | 90+5' |
| 8          | Centrocampista | Harry Wilson    | 90+3' |
| 3          | Centrocampista | Neco Williams   | 79'   |
| 11         | Delantero      | Gareth Bale     |       |
| 20         | Delantero      | Daniel James    | 46'   |
| Entrenador | Entrenador     | Rob Page        |       |

| 11 | Delantero      | Brenden Aaronson | 66' |
| 23 | Centrocampista | Kellyn Acosta    | 74' |
| 19 | Delantero      | Haji Wright      | 74' |
| 22 | Defensa        | DeAndre Yedlin   | 75' |
| 16 | Delantero      | Jordan Morris    | 88' |

| 13 | Delantero      | Kieffer Moore   | 46'   |
| 9  | Delantero      | Brennan Johnson | 79'   |
| 22 | Centrocampista | Sorba Thomas    | 90+3' |
| 16 | Centrocampista | Joe Morrell     | 90+5' |

| Anotado | 36' | Timothy Weah | 1–0 |

| Anotado · Penal | 82' | Gareth Bale | 1–1 |

| Amonestado | 11'    | Sergiño Dest    |
| Amonestado | 13'    | Weston McKennie |
| Amonestado | 51'    | Tim Ream        |
| Amonestado | 90+10' | Kellyn Acosta   |

| Amonestado | 40'   | Gareth Bale  |
| Amonestado | 45+2' | Chris Mepham |

| Árbitro             | Abdulrahman Al-Jassim |
| Árbitros asistentes | Taleb Al-Marri        |
| Árbitros asistentes | Saud Al-Maqaleh       |
| Cuarto árbitro      | Ma Ning               |
| Quinto árbitro      | Cao Yi                |
| VAR                 | Abdulla Al-Marri      |
| Adicionales VAR     | Rédouane Jiyed        |
| Adicionales VAR     | Mokrane Gourari       |
| Adicionales VAR     | Adil Zourak           |
| Adicionales VAR     | Elvis Noupue          |

| \| Estadísticas \| \| \| \| Tiros \| 6 \| 7 \| \| Tiros a puerta \| 1 \| 3 \| \| Faltas \| 15 \| 10 \| \| Saques de esquina \| 5 \| 3 \| \| Penaltis \| 0 \| 1 \| \| Fueras de juego \| 1 \| 1 \| \| Posesión de balón \| 59% \| 41% \| | Alineación inicial        |                  |
| Estadísticas | Bandera de Estados Unidos | Bandera de Gales |
| Tiros | 6                         | 7                |
| Tiros a puerta | 1                         | 3                |
| Faltas | 15                        | 10               |
| Saques de esquina | 5                         | 3                |
| Penaltis | 0                         | 1                |
| Fueras de juego | 1                         | 1                |
| Posesión de balón | 59%                       | 41%              |

#### Gales vs. Irán
| 25 de noviembre | Gales | 0:2 (0:0) | Irán                              | Estadio Áhmad bin Ali, Rayán                                                |                                                                             |
| 13:00           |       | Reporte   | - Cheshmi 90+8' - Rezaeian 90+11' | Asistencia: 40 875 espectadores Árbitro(s): Mario Escobar VAR: Drew Fischer | Asistencia: 40 875 espectadores Árbitro(s): Mario Escobar VAR: Drew Fischer |

| 1          | Guardameta     | Wayne Hennessey |     |
| 5          | Defensa        | Chris Mepham    |     |
| 6          | Defensa        | Joe Rodon       |     |
| 4          | Defensa        | Ben Davies      |     |
| 14         | Centrocampista | Connor Roberts  | 57' |
| 10         | Centrocampista | Aaron Ramsey    | 87' |
| 15         | Centrocampista | Ethan Ampadu    | 77' |
| 8          | Centrocampista | Harry Wilson    | 58' |
| 3          | Centrocampista | Neco Williams   |     |
| 11         | Delantero      | Gareth Bale     |     |
| 13         | Delantero      | Kieffer Moore   |     |
| Entrenador | Entrenador     | Rob Page        |     |

| 24         | Guardameta     | Hossein Hosseini     |     |
| 5          | Defensa        | Milad Mohammadi      |     |
| 19         | Defensa        | Majid Hosseini       |     |
| 8          | Defensa        | Morteza Pouraliganji |     |
| 23         | Defensa        | Ramin Rezaeian       |     |
| 17         | Centrocampista | Ali Gholizadeh       | 77' |
| 21         | Centrocampista | Ahmad Nourollahi     | 78' |
| 6          | Centrocampista | Saeid Ezatolahi      | 83' |
| 3          | Centrocampista | Ehsan Hajsafi        | 77' |
| 20         | Delantero      | Sardar Azmoun        | 68' |
| 9          | Delantero      | Mehdi Taremi         |     |
| Entrenador | Entrenador     | Carlos Queiroz       |     |

| 9  | Delantero      | Brennan Johnson | 57' |
| 20 | Delantero      | Daniel James    | 58' |
| 7  | Centrocampista | Joe Allen       | 77' |
| 12 | Guardameta     | Danny Ward      | 87' |

| 10 | Delantero      | Karim Ansarifard    | 68' |
| 7  | Centrocampista | Alireza Jahanbakhsh | 77' |
| 16 | Centrocampista | Mehdi Torabi        | 77' |
| 15 | Defensa        | Rouzbeh Cheshmi     | 78' |
| 18 | Centrocampista | Ali Karimi          | 83' |

| Anotado | 90+8'  | Rouzbeh Cheshmi | 0–1 |
| Anotado | 90+11' | Ramin Rezaeian  | 0–2 |

| Amonestado | 45+3' | Joe Rodon |

| Amonestado | 90+4' | Ramin Rezaeian      |
| Amonestado | 90+5' | Alireza Jahanbakhsh |

| Expulsado | 86' | Wayne Hennessey |

| Árbitro             | Mario Escobar     |
| Árbitros asistentes | Caleb Wales       |
| Árbitros asistentes | Juan Carlos Mora  |
| Cuarto árbitro      | Maguette N'Diaye  |
| Quinto árbitro      | Djibril Camara    |
| VAR                 | Drew Fischer      |
| Adicionales VAR     | Fernando Guerrero |
| Adicionales VAR     | Nicolás Tarán     |
| Adicionales VAR     | Adil Zourak       |
| Adicionales VAR     | Bruno Pires       |

| 1          | Guardameta     | Wayne Hennessey |     |
| 5          | Defensa        | Chris Mepham    |     |
| 6          | Defensa        | Joe Rodon       |     |
| 4          | Defensa        | Ben Davies      |     |
| 14         | Centrocampista | Connor Roberts  | 57' |
| 10         | Centrocampista | Aaron Ramsey    | 87' |
| 15         | Centrocampista | Ethan Ampadu    | 77' |
| 8          | Centrocampista | Harry Wilson    | 58' |
| 3          | Centrocampista | Neco Williams   |     |
| 11         | Delantero      | Gareth Bale     |     |
| 13         | Delantero      | Kieffer Moore   |     |
| Entrenador | Entrenador     | Rob Page        |     |

| 24         | Guardameta     | Hossein Hosseini     |     |
| 5          | Defensa        | Milad Mohammadi      |     |
| 19         | Defensa        | Majid Hosseini       |     |
| 8          | Defensa        | Morteza Pouraliganji |     |
| 23         | Defensa        | Ramin Rezaeian       |     |
| 17         | Centrocampista | Ali Gholizadeh       | 77' |
| 21         | Centrocampista | Ahmad Nourollahi     | 78' |
| 6          | Centrocampista | Saeid Ezatolahi      | 83' |
| 3          | Centrocampista | Ehsan Hajsafi        | 77' |
| 20         | Delantero      | Sardar Azmoun        | 68' |
| 9          | Delantero      | Mehdi Taremi         |     |
| Entrenador | Entrenador     | Carlos Queiroz       |     |

| 9  | Delantero      | Brennan Johnson | 57' |
| 20 | Delantero      | Daniel James    | 58' |
| 7  | Centrocampista | Joe Allen       | 77' |
| 12 | Guardameta     | Danny Ward      | 87' |

| 10 | Delantero      | Karim Ansarifard    | 68' |
| 7  | Centrocampista | Alireza Jahanbakhsh | 77' |
| 16 | Centrocampista | Mehdi Torabi        | 77' |
| 15 | Defensa        | Rouzbeh Cheshmi     | 78' |
| 18 | Centrocampista | Ali Karimi          | 83' |

| Anotado | 90+8'  | Rouzbeh Cheshmi | 0–1 |
| Anotado | 90+11' | Ramin Rezaeian  | 0–2 |

| Amonestado | 45+3' | Joe Rodon |

| Amonestado | 90+4' | Ramin Rezaeian      |
| Amonestado | 90+5' | Alireza Jahanbakhsh |

| Expulsado | 86' | Wayne Hennessey |

| Árbitro             | Mario Escobar     |
| Árbitros asistentes | Caleb Wales       |
| Árbitros asistentes | Juan Carlos Mora  |
| Cuarto árbitro      | Maguette N'Diaye  |
| Quinto árbitro      | Djibril Camara    |
| VAR                 | Drew Fischer      |
| Adicionales VAR     | Fernando Guerrero |
| Adicionales VAR     | Nicolás Tarán     |
| Adicionales VAR     | Adil Zourak       |
| Adicionales VAR     | Bruno Pires       |

| \| Estadísticas \| \| \| \| Tiros \| 10 \| 21 \| \| Tiros a puerta \| 3 \| 6 \| \| Faltas \| 9 \| 10 \| \| Saques de esquina \| 2 \| 7 \| \| Penaltis \| 0 \| 0 \| \| Fueras de juego \| 2 \| 2 \| \| Posesión de balón \| 62% \| 38% \| | Alineación inicial |                 |
| Estadísticas | Bandera de Gales   | Bandera de Irán |
| Tiros | 10                 | 21              |
| Tiros a puerta | 3                  | 6               |
| Faltas | 9                  | 10              |
| Saques de esquina | 2                  | 7               |
| Penaltis | 0                  | 0               |
| Fueras de juego | 2                  | 2               |
| Posesión de balón | 62%                | 38%             |

#### Gales vs. Inglaterra
| 29 de noviembre | Gales | 0:3 (0:0) | Inglaterra                      | Estadio Áhmad bin Ali, Rayán                                               |                                                                            |
| 22:00           |       | Reporte   | - Rashford 50', 68' - Foden 51' | Asistencia: 44 297 espectadores Árbitro(s): Slavko Vinčić VAR: Marco Fritz | Asistencia: 44 297 espectadores Árbitro(s): Slavko Vinčić VAR: Marco Fritz |

| 12         | Guardameta     | Danny Ward    |     |
| 3          | Defensa        | Neco Williams | 36' |
| 5          | Defensa        | Chris Mepham  |     |
| 6          | Defensa        | Joe Rodon     |     |
| 4          | Defensa        | Ben Davies    | 59' |
| 10         | Centrocampista | Aaron Ramsey  |     |
| 15         | Centrocampista | Ethan Ampadu  |     |
| 8          | Centrocampista | Joe Allen     | 81' |
| 11         | Delantero      | Gareth Bale   | 46' |
| 13         | Delantero      | Kieffer Moore |     |
| 20         | Delantero      | Daniel James  | 77' |
| Entrenador | Entrenador     | Rob Page      |     |

| 1          | Guardameta     | Jordan Pickford  |     |
| 2          | Defensa        | Kyle Walker      | 57' |
| 5          | Defensa        | John Stones      |     |
| 6          | Defensa        | Harry Maguire    |     |
| 3          | Defensa        | Luke Shaw        | 65' |
| 8          | Centrocampista | Jordan Henderson |     |
| 4          | Centrocampista | Declan Rice      | 58' |
| 22         | Centrocampista | Jude Bellingham  |     |
| 20         | Delantero      | Phil Foden       |     |
| 9          | Delantero      | Harry Kane       | 57' |
| 11         | Delantero      | Marcus Rashford  | 76' |
| Entrenador | Entrenador     | Gareth Southgate |     |

| 14 | Centrocampista | Connor Roberts  | 36' |
| 9  | Delantero      | Brennan Johnson | 46' |
| 16 | Centrocampista | Joe Morrell     | 59' |
| 8  | Centrocampista | Harry Wilson    | 77' |
| 25 | Defensa        | Rubin Colwill   | 81' |

| 18 | Defensa        | Trent Alexander-Arnold | 57' |
| 24 | Delantero      | Callum Wilson          | 57' |
| 14 | Centrocampista | Kalvin Phillips        | 58' |
| 12 | Defensa        | Kieran Trippier        | 65' |
| 7  | Delantero      | Jack Grealish          | 76' |

| Anotado | 50' | Marcus Rashford | 0–1 |
| Anotado | 51' | Phil Foden      | 0–2 |
| Anotado | 68' | Marcus Rashford | 0–3 |

| Amonestado | 29' | Daniel James |
| Amonestado | 61' | Aaron Ramsey |

| Árbitro             | Slavko Vinčić     |
| Árbitros asistentes | Tomaž Klančnik    |
| Árbitros asistentes | Andraž Kovačič    |
| Cuarto árbitro      | Yoshimi Yamashita |
| Quinto árbitro      | Karen Díaz        |
| VAR                 | Marco Fritz       |
| Adicionales VAR     | Paolo Valeri      |
| Adicionales VAR     | Paweł Sokolnicki  |
| Adicionales VAR     | Bastian Dankert   |
| Adicionales VAR     | Vasile Marinescu  |

| 12         | Guardameta     | Danny Ward    |     |
| 3          | Defensa        | Neco Williams | 36' |
| 5          | Defensa        | Chris Mepham  |     |
| 6          | Defensa        | Joe Rodon     |     |
| 4          | Defensa        | Ben Davies    | 59' |
| 10         | Centrocampista | Aaron Ramsey  |     |
| 15         | Centrocampista | Ethan Ampadu  |     |
| 8          | Centrocampista | Joe Allen     | 81' |
| 11         | Delantero      | Gareth Bale   | 46' |
| 13         | Delantero      | Kieffer Moore |     |
| 20         | Delantero      | Daniel James  | 77' |
| Entrenador | Entrenador     | Rob Page      |     |

| 1          | Guardameta     | Jordan Pickford  |     |
| 2          | Defensa        | Kyle Walker      | 57' |
| 5          | Defensa        | John Stones      |     |
| 6          | Defensa        | Harry Maguire    |     |
| 3          | Defensa        | Luke Shaw        | 65' |
| 8          | Centrocampista | Jordan Henderson |     |
| 4          | Centrocampista | Declan Rice      | 58' |
| 22         | Centrocampista | Jude Bellingham  |     |
| 20         | Delantero      | Phil Foden       |     |
| 9          | Delantero      | Harry Kane       | 57' |
| 11         | Delantero      | Marcus Rashford  | 76' |
| Entrenador | Entrenador     | Gareth Southgate |     |

| 14 | Centrocampista | Connor Roberts  | 36' |
| 9  | Delantero      | Brennan Johnson | 46' |
| 16 | Centrocampista | Joe Morrell     | 59' |
| 8  | Centrocampista | Harry Wilson    | 77' |
| 25 | Defensa        | Rubin Colwill   | 81' |

| 18 | Defensa        | Trent Alexander-Arnold | 57' |
| 24 | Delantero      | Callum Wilson          | 57' |
| 14 | Centrocampista | Kalvin Phillips        | 58' |
| 12 | Defensa        | Kieran Trippier        | 65' |
| 7  | Delantero      | Jack Grealish          | 76' |

| Anotado | 50' | Marcus Rashford | 0–1 |
| Anotado | 51' | Phil Foden      | 0–2 |
| Anotado | 68' | Marcus Rashford | 0–3 |

| Amonestado | 29' | Daniel James |
| Amonestado | 61' | Aaron Ramsey |

| Árbitro             | Slavko Vinčić     |
| Árbitros asistentes | Tomaž Klančnik    |
| Árbitros asistentes | Andraž Kovačič    |
| Cuarto árbitro      | Yoshimi Yamashita |
| Quinto árbitro      | Karen Díaz        |
| VAR                 | Marco Fritz       |
| Adicionales VAR     | Paolo Valeri      |
| Adicionales VAR     | Paweł Sokolnicki  |
| Adicionales VAR     | Bastian Dankert   |
| Adicionales VAR     | Vasile Marinescu  |

| \| Estadísticas \| \| \| \| Tiros \| 7 \| 18 \| \| Tiros a puerta \| 1 \| 7 \| \| Faltas \| 16 \| 9 \| \| Saques de esquina \| 1 \| 6 \| \| Penaltis \| 0 \| 0 \| \| Fueras de juego \| 1 \| 1 \| \| Posesión de balón \| 35% \| 65% \| | Alineación inicial |                       |
| Estadísticas | Bandera de Gales   | Bandera de Inglaterra |
| Tiros | 7                  | 18                    |
| Tiros a puerta | 1                  | 7                     |
| Faltas | 16                 | 9                     |
| Saques de esquina | 1                  | 6                     |
| Penaltis | 0                  | 0                     |
| Fueras de juego | 1                  | 1                     |
| Posesión de balón | 35%                | 65%                   |

## Estadísticas

### Participación de jugadores
| N.° | Pos        | Jugador         | PJ | Minutos jugados | Goles recibidos | Atajos | Tarjetas amarillas | Doble tarjeta amarilla y roja | Tarjetas rojas |
| --- | ---------- | --------------- | -- | --------------- | --------------- | ------ | ------------------ | ----------------------------- | -------------- |
| 1   | Guardameta | Wayne Hennessey | 2  | 176             | 1               | 3      | 0                  | 0                             | 1              |
| 12  | Guardameta | Danny Ward      | 2  | 93              | 5               | 5      | 0                  | 0                             | 0              |
| 21  | Guardameta | Adam Davies     | 0  | 0               | 0               | 0      | 0                  | 0                             | 0              |

| N.° | Pos            | Jugador         | PJ | Minutos jugados | Goles | Asistencias | Tarjetas Amarillas | Doble tarjeta amarilla y roja | Tarjetas rojas |
| --- | -------------- | --------------- | -- | --------------- | ----- | ----------- | ------------------ | ----------------------------- | -------------- |
| 2   | Defensa        | Chris Gunter    | 0  | 0               | 0     | 0           | 0                  | 0                             | 0              |
| 3   | Defensa        | Neco Williams   | 3  | 205             | 0     | 0           | 0                  | 0                             | 0              |
| 4   | Defensa        | Ben Davies      | 3  | 239             | 0     | 0           | 0                  | 0                             | 0              |
| 5   | Defensa        | Chris Mepham    | 3  | 270             | 0     | 0           | 1                  | 0                             | 0              |
| 6   | Defensa        | Joe Rodon       | 3  | 270             | 0     | 0           | 1                  | 0                             | 0              |
| 7   | Centrocampista | Joe Allen       | 2  | 103             | 0     | 0           | 0                  | 0                             | 0              |
| 8   | Centrocampista | Harry Wilson    | 3  | 161             | 0     | 0           | 0                  | 0                             | 0              |
| 9   | Delantero      | Brennan Johnson | 3  | 88              | 0     | 0           | 0                  | 0                             | 0              |
| 10  | Centrocampista | Aaron Ramsey    | 3  | 267             | 0     | 0           | 1                  | 0                             | 0              |
| 11  | Delantero      | Gareth Bale     | 3  | 226             | 1     | 0           | 1                  | 0                             | 0              |
| 13  | Delantero      | Kieffer Moore   | 3  | 224             | 0     | 0           | 0                  | 0                             | 0              |
| 14  | Defensa        | Connor Roberts  | 3  | 201             | 0     | 0           | 0                  | 0                             | 0              |
| 15  | Defensa        | Ethan Ampadu    | 3  | 257             | 0     | 0           | 0                  | 0                             | 0              |
| 16  | Centrocampista | Joe Morrell     | 2  | 31              | 0     | 0           | 0                  | 0                             | 0              |
| 17  | Defensa        | Tom Lockyer     | 0  | 0               | 0     | 0           | 0                  | 0                             | 0              |
| 18  | Centrocampista | Jonny Williams  | 0  | 0               | 0     | 0           | 0                  | 0                             | 0              |
| 19  | Delantero      | Mark Harris     | 0  | 0               | 0     | 0           | 0                  | 0                             | 0              |
| 20  | Delantero      | Daniel James    | 3  | 155             | 0     | 0           | 1                  | 0                             | 0              |
| 22  | Centrocampista | Sorba Thomas    | 1  | 0               | 0     | 0           | 0                  | 0                             | 0              |
| 23  | Centrocampista | Dylan Levitt    | 0  | 0               | 0     | 0           | 0                  | 0                             | 0              |
| 24  | Defensa        | Ben Cabango     | 0  | 0               | 0     | 0           | 0                  | 0                             | 0              |
| 25  | Defensa        | Rubin Colwill   | 1  | 9               | 0     | 0           | 0                  | 0                             | 0              |
| 26  | Centrocampista | Matthew Smith   | 0  | 0               | 0     | 0           | 0                  | 0                             | 0              |

### Goleadores
| N.°   | Jugador     | Anotado | PJ | Prom. | Jugada | Cabeza | TL | Penal |
| ----- | ----------- | ------- | -- | ----- | ------ | ------ | -- | ----- |
| 1     | Gareth Bale | 1       | 3  | 0.33  | 0      | 0      | 0  | 1     |
| Total | Total       | 1       | 3  | 0.33  | 0      | 0      | 0  | 1     |

### Asistencias
| N.°          | Jugador | Asistencia | Jugada | Cabeza | TL | SdE |
| ------------ | ------- | ---------- | ------ | ------ | -- | --- |
| Inexistentes |         |            |        |        |    |     |
| Total        | Total   | 0          | 0      | 0      | 0  | 0   |

### Tarjetas disciplinarias
| N.°   | Jugador         | Amonestado | Otorgado · Expulsado | Expulsado | Sanción                               |
| ----- | --------------- | ---------- | -------------------- | --------- | ------------------------------------- |
| 1     | Wayne Hennessey | 0          | 0                    | 1         | Un partido (Fase de grupos - Fecha 3) |
| 2     | Gareth Bale     | 1          | 0                    | 0         |                                       |
| 3     | Chris Mepham    | 1          | 0                    | 0         |                                       |
| 4     | Joe Rodon       | 1          | 0                    | 0         |                                       |
| 5     | Aaron Ramsey    | 1          | 0                    | 0         |                                       |
| 6     | Daniel James    | 1          | 0                    | 0         |                                       |
| Total | Total           | 5          | 0                    | 1         |                                       |